# Villas de Irapuato
Villas de Irapuato är en ort i Mexiko.   Den ligger i kommunen Irapuato och delstaten Guanajuato, i den centrala delen av landet, 270 km nordväst om huvudstaden Mexico City. Villas de Irapuato ligger 1 781 meter över havet och antalet invånare är 5 199.
Terrängen runt Villas de Irapuato är platt åt sydost, men åt nordväst är den kuperad. Runt Villas de Irapuato är det tätbefolkat, med 790 invånare per kvadratkilometer. Närmaste större samhälle är Irapuato, 5,2 km öster om Villas de Irapuato. Runt Villas de Irapuato är det i huvudsak tätbebyggt.